# Ольми-Каппелла
Ольми-Каппелла (фр. Olmi-Cappella, корс. Olmi è Cappella) — коммуна во Франции, находится в регионе Корсика. Департамент коммуны — Верхняя Корсика. Входит в состав кантона Бельгодер. Округ коммуны — Кальви.
Код INSEE коммуны — 2B190.

## Население
Население коммуны на 2008 год составляло 188 человек.
| 1962 | 1968 | 1975 | 1982 | 1990 | 1999 | 2008 |
| ---- | ---- | ---- | ---- | ---- | ---- | ---- |
| 263  | 234  | 222  | 202  | 147  | 143  | 188  |

## Экономика

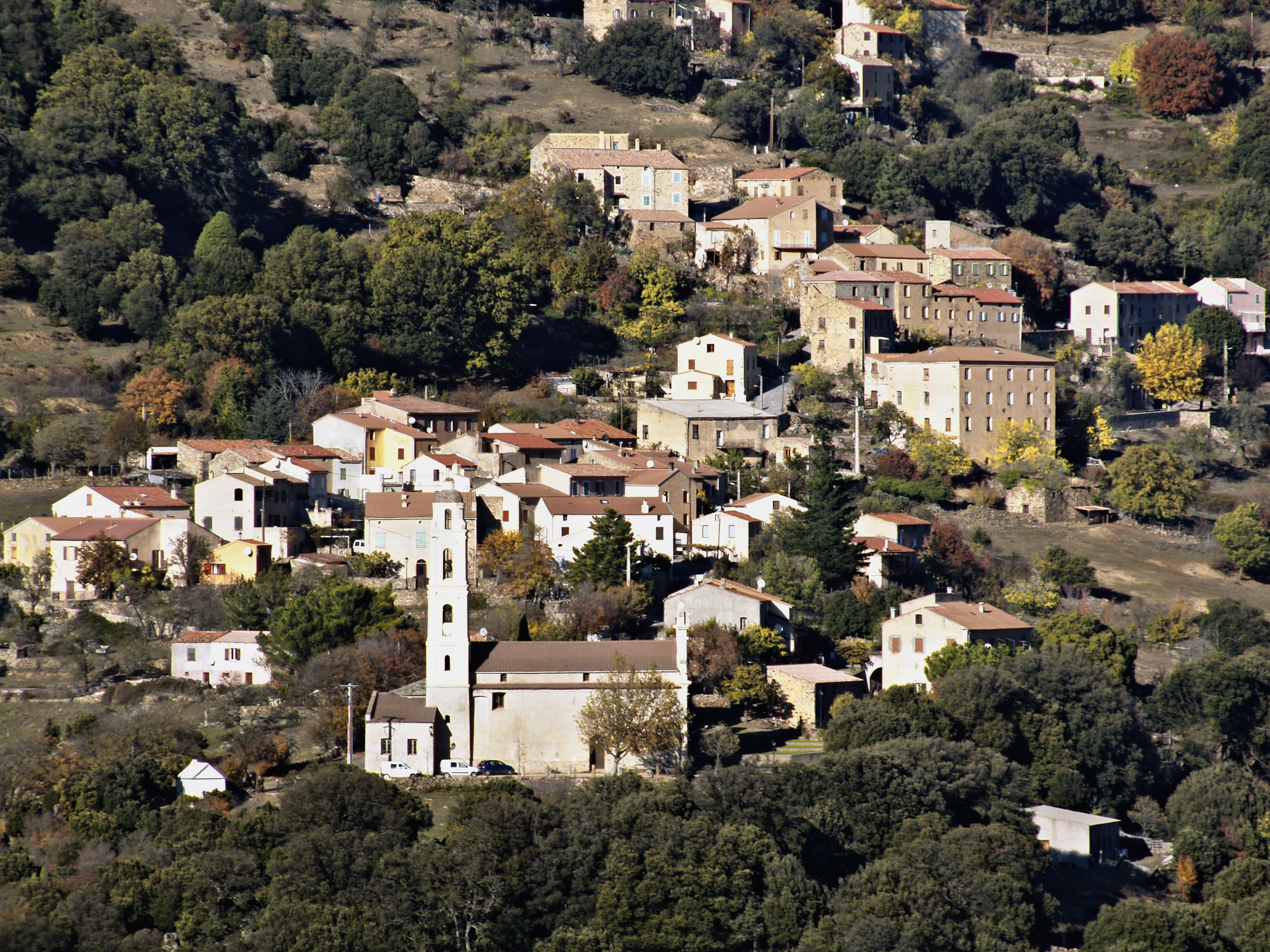
Ольми-Каппелла

В 2007 году среди 112 человек в трудоспособном возрасте (15—64 лет) 76 были экономически активными, 36 — неактивными (показатель активности — 67,9 %, в 1999 году было 69,0 %). Из 76 активных работали 61 человек (34 мужчины и 27 женщин), безработных было 15 (9 мужчин и 6 женщин). Среди 36 неактивных 7 человек были учащимися или студентами, 20 — пенсионерами, 9 были неактивными по другим причинам.